# ورلیک، ارتوین
ورلیک، ارتوین (به لاتین: Varlık, Artvin) یک زیستگاه انسانی در ترکیه است که در استان آرتوین واقع شده‌است.

## خصوصیات
ورلیک ۲۲۷ نفر جمعیت دارد.